# Schur (Familienname)
Schur ist ein deutscher Familienname.

## Namensträger
- Alexander Schur (* 1971), deutscher Fußballspieler
- Axel Schur (1891–1930), deutscher Mathematiker und Hochschullehrer
- Edwin M. Schur (* 1930), US-amerikanischer Soziologe und Kriminologe
- Erna Schur (1897–nach 1970), deutsche Psychologin
- Ernst Schur (1876–1912), deutscher Lyriker, Kunstschriftsteller und Kritiker
- Ferdinand Schur (Philipp Johann Ferdinand Schur; 1799–1878), deutsch-österreichischer Botaniker, Chemiker und Fabrikant
- Friedrich Schur (1856–1932), deutscher Mathematiker
- Gus-Erik Schur (* 1965), deutscher Radsportler
- Hans Christian Schur (* 1983), dänischer Basketballspieler
- Hans-Georg Schur (* 1950), deutscher Fußballtorwart
- Hartwig Schur (* 1947), deutscher Eishockeyspieler und -trainer
- Heinrich Schur (1871–1953), österreichischer Mediziner
- Ilse Schütze-Schur (1868–1923), deutsche Malerin, Grafikerin und Kunstlehrerin
- Issai Schur (1875–1941), deutscher Mathematiker
- Jakow Schebselewitsch Schur (1908–1986), sowjetischer Physiker
- Jan Schur (* 1962), deutscher Radrennfahrer
- Max Schur (1897–1969), deutscher Arzt und Psychoanalytiker; Arzt von Sigmund Freud
- Michael Schur (* 1975), US-amerikanischer Drehbuchautor, Fernsehproduzent, Fernsehregisseur und Schauspieler
- Moritz Schur (1860–1933), österreichischer Industrieller
- Richard Schur (* 1971), deutscher Maler
- Sven-Ulf Schur (* 1970), deutscher Eishockeyspieler
- Täve Schur (Gustav Adolf Schur; * 1931), deutscher Radrennfahrer und Politiker (PDS), MdV, MdB
- Werner Schur (1888–1950), deutscher Althistoriker
- Wilhelm Schur (1846–1901), deutscher Astronom
- Willi Schur (1888–1940), deutscher Schauspieler, Sänger und Regisseur